# Hagan (Geórgia)
Hagan é uma cidade localizada no estado americano de Geórgia, no Condado de Evans.

## Demografia
Segundo o censo americano de 2000, a sua população era de 898 habitantes.
Em 2006, foi estimada uma população de 1037, um aumento de 139 (15.5%).

## Geografia
De acordo com o United States Census Bureau tem uma área de 5,7 km², dos quais 5,4 km² cobertos por terra e 0,3 km² cobertos por água.

## Localidades na vizinhança
O diagrama seguinte representa as localidades num raio de 20 km ao redor de Hagan.